# Amberger Stadel (Regensburg)

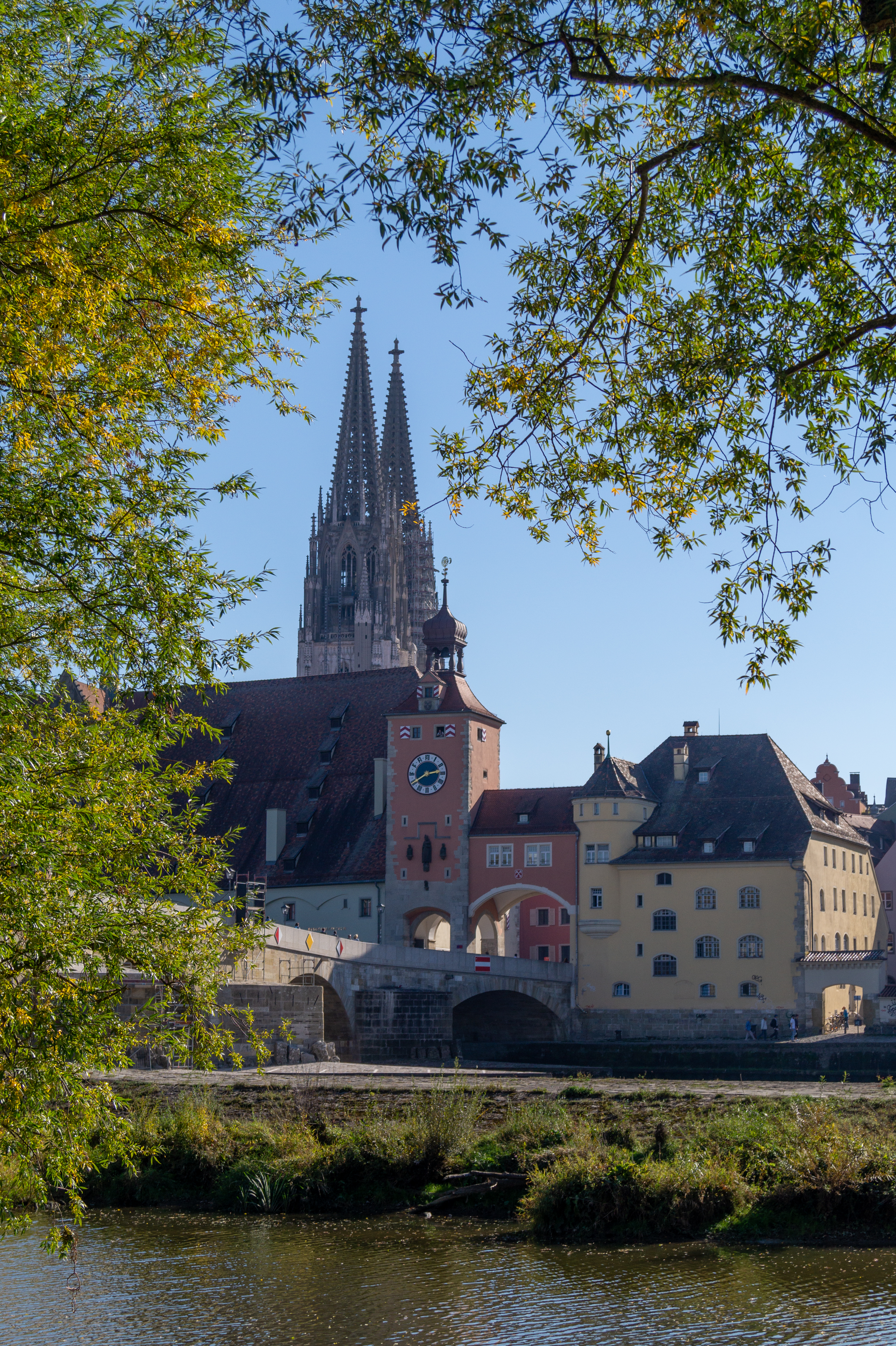
Blick von Norden auf den Amberger Stadel mit Brückturm und Domtürmen (2018)

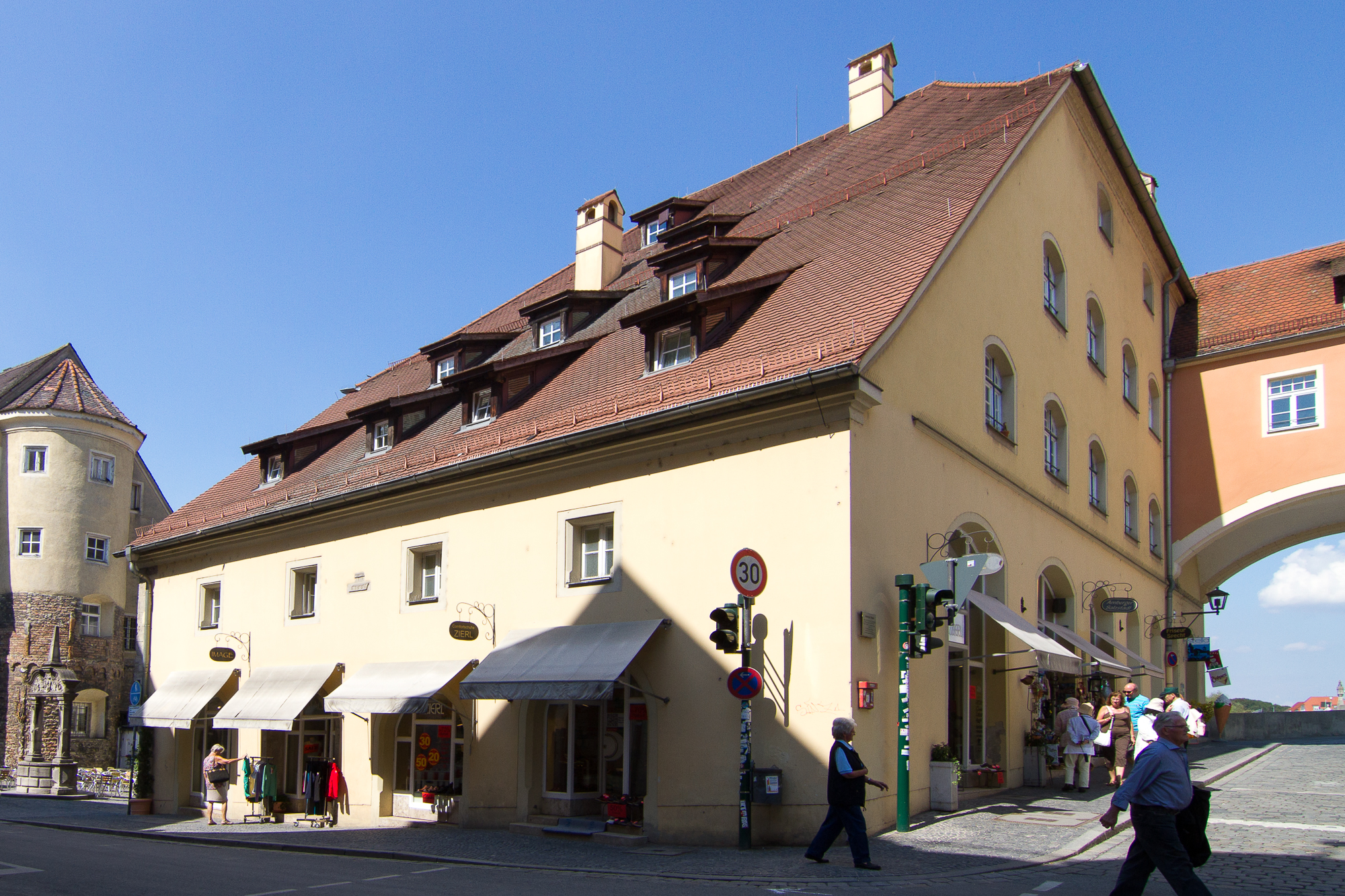
Blick von Süden (2013) auf Amberger Stadel, Brückstraße mit Ladengeschäften

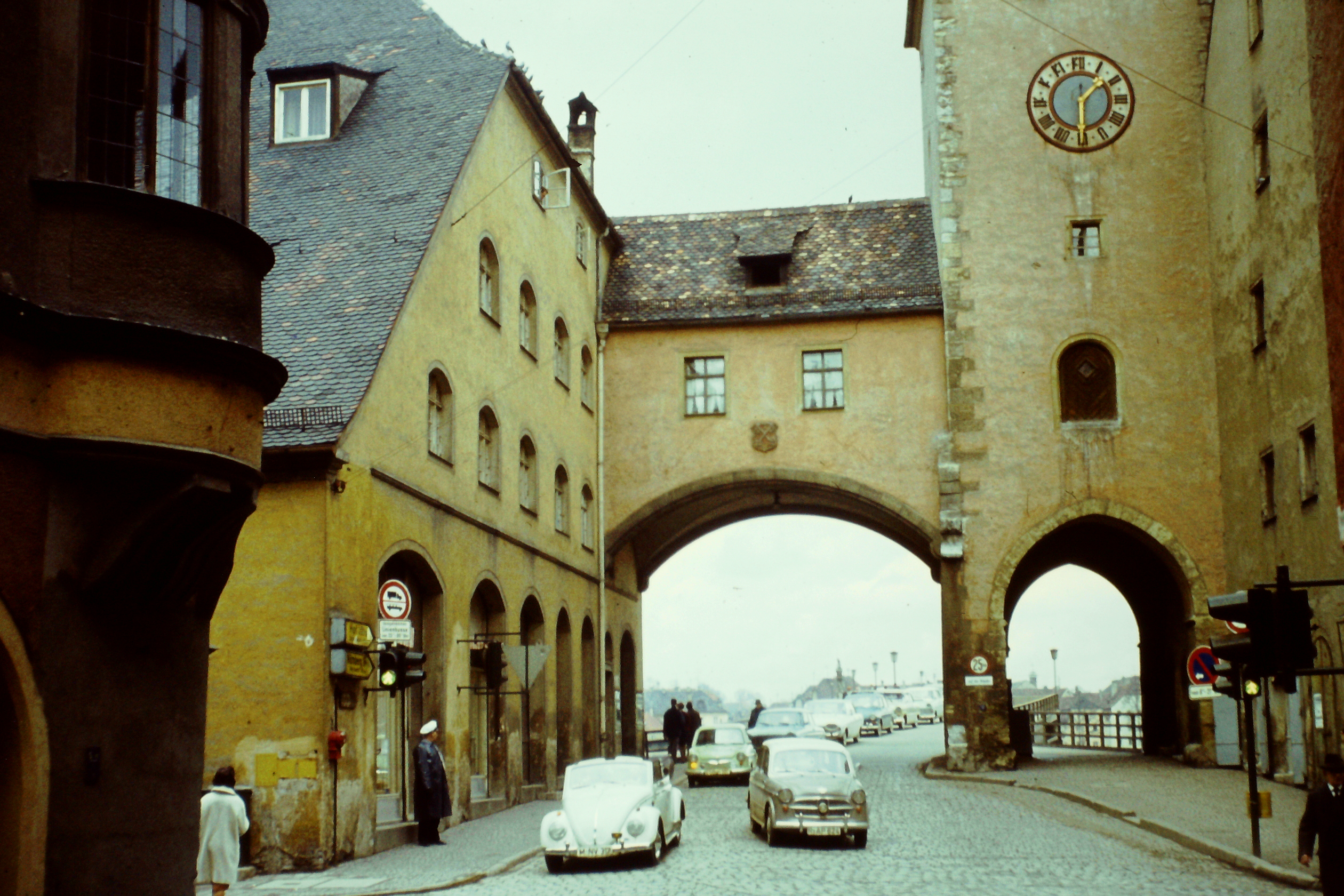
Brückstraße (1964)

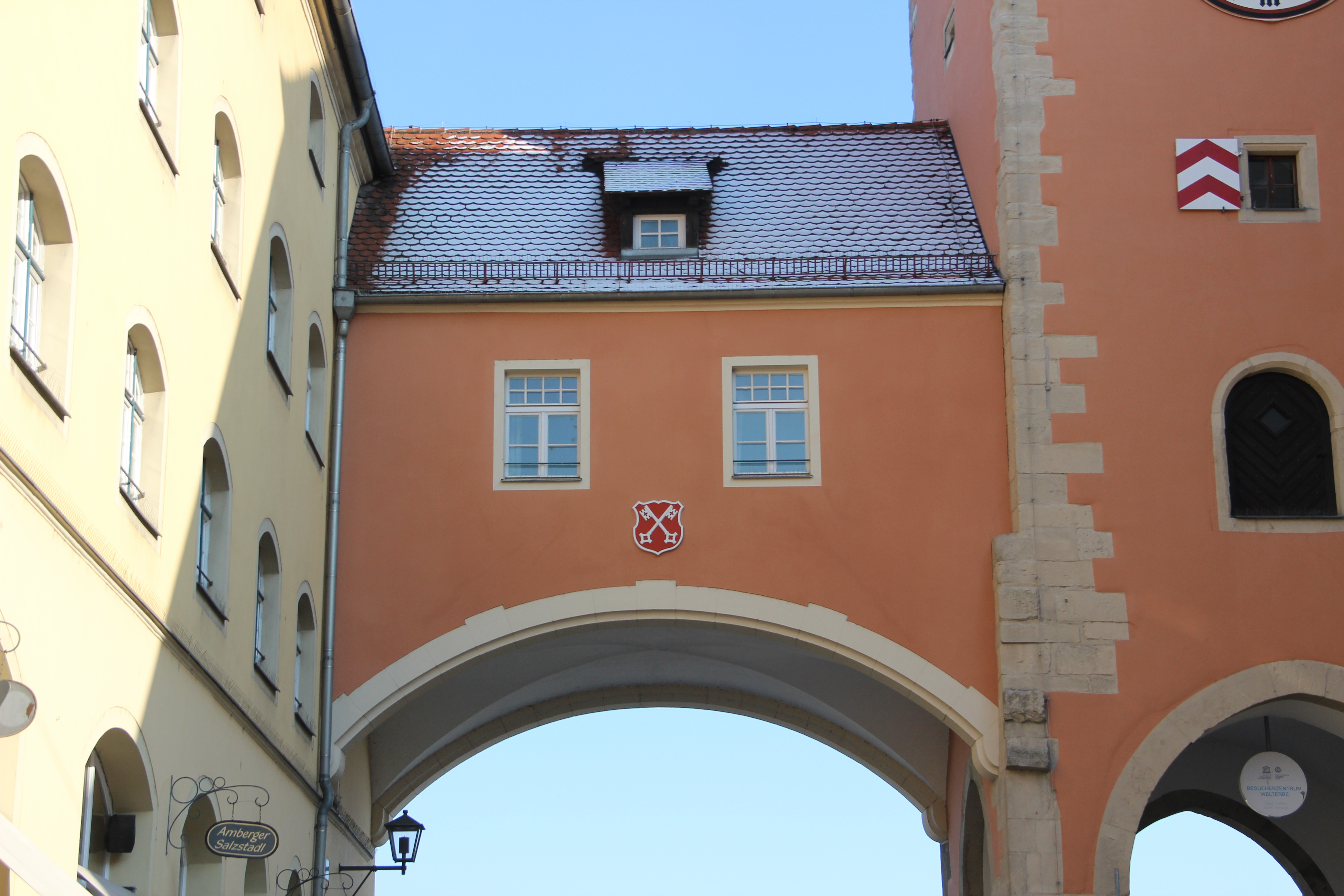
Schwibbogen mit Überbau (2013)

Der Amberger Stadel in der Altstadt von Regensburg, Bayern, wurde 1487 westlich neben der Steinernen Brücke auf Veranlassung von Bayernherzog Albrecht IV. errichtet. 1551 wurde der Salzstadel von der Reichsstadt Regensburg vergrößert neu gebaut. Das Gebäude an der Brückstraße Nr. 2 ist ein geschütztes Baudenkmal.

## Geschichte
Der Stadel wurde während der kurzen Zeit der Inbesitznahme der Freien Reichsstadt Regensburg durch den Bayernherzog Albrecht IV.zwischen 1485 und 1492 als erster Salzstadel in Regensburg errichtet. Nachdem der Stadt vom Herzog das Stapelrecht für Salz verliehen worden war, sollte  der Salzstadel den wirtschaftlichen Aufschwung von Regensburg einleiten und den Weitertransport des Salzes in die nördlich gelegenen bayerischen Gebiete nach Amberg und in die Oberpfalz ermöglichen. Bis dahin hatten sich die Regensburger Kaufleute nicht mit dem Salzhandel befasst, weil der Salzhandel ein Privileg der Salzherren war. Der Bau des Salzstadels westlich vom Brückenkopf der Steinernen Brücke war schwierig, denn es musste Rücksicht genommen werden auf den damals dort noch verlaufenden, schmalen Schiffskanal (Wiedfangkanal), der es kleinen Kähnen ermöglichte, die gefährliche Engstelle der Brückenjoche zu umgehen. Der Kanal zweigte beim gewinkelten Platz Am Wiedfang von der Donau ab, führte unter dem südlichsten, heute verschütteten, aber nachweisbaren Brückenjoch der Steinernen Brücke hindurch und mündete östlich der Brücke bei der  Wurstkuchel wieder in die Donau. Die Existenz des Umgehungskanals konnte im Zuge der Sanierungsarbeiten des städtischen Salzstadels 1990 bewiesen werden.
Beim von der Stadt Regensburg 1551 veranlassten Abbruch des Salzstadels und beim erweiterten Neubau musste auf den Umgehungskanal keine Rücksicht mehr genommen werden, denn er war in der Zwischenzeit zugeschüttet worden. Als Neubau entstand ein Satteldachbau mit vier Geschossen aus Bruchsteinen, der im Westen einen Schopfwalm besitzt.
Der Amberger Stadel wurde 1902/03 vom Stadtbaumeister Adolf Schmetzer zu einem Wohn- und Geschäftshaus umgebaut. Diese Baumaßnahme hatte auch das Ziel, einen Schwibbogen als Überbrückungsbau vom ehemaligen Amberger Salzstadel zum Brückentorturm der Steinernen Brücke zu schaffen. Der Schwibbogen sollte als  Durchfahrt für die neue Straßenbahn nach Stadtamhof dienen. Trotz substantieller Verluste von Bausubstanz findet das Ergebnis noch heute Zustimmung, weil das Gesamtbauensemble südlicher Brückenkopf der Steinernen Brücke, das zusammen mit den Domtürmen das Wahrzeichen Regensburg darstellt, erhalten wurde. Auch im Inneren des Gebäudes blieben die Holzkonstruktionen  mit mächtigen Balkenunterzügen und Sattelhölzern erhalten.
Nach diesen Baumaßnahmen wurde das Gebäude weiterhin sukzessiv im Erdgeschoss für Einzelhandelsgeschäfte und auch für Wohnzwecke umgebaut und bis 1989 genutzt. Nach 1989 begannen Sanierungsmaßnahmen, um die bisherige Wohnnutzung als Studentenwohnheim weiterführen zu können. Die mit Bad und Essküche geschaffenen Doppelzimmerwohneinheiten orientieren sich streng an der mittelalterlichen, sichtbar gelassenen Holzkonstruktion. Oberhalb der Brückenzufahrt wurden studentische Gemeinschaftseinrichtungen geschaffen und auch die an der Brückenauffahrt gelegenen traditionellen Läden konnten nach Abschluss der Sanierung zurückkehren.